# Gare de Minobu
La gare de Minobu (身延駅, Minobu-eki) est une gare ferroviaire du bourg de Minobu, dans la préfecture de Yamanashi au Japon. La gare est exploitée par la compagnie JR Central.

## Situation ferroviaire
La gare de Minobu est située au point kilométrique (PK) 43,5 de la ligne Minobu.

## Histoire
La gare de Minobu a été inaugurée le 18 mai 1920.

## Service des voyageurs

### Accueil
La gare dispose d'un bâtiment voyageurs, avec guichets, ouvert tous les jours.

### Desserte
- Ligne Minobu :
  - voies 1 et 3 : direction Kōfu
  - voies 2 et 3 : direction Fujinomiya et Fuji